# Adam Kurowski
Adam Kurowski ps „Artur” (ur. 18 listopada?/30 listopada 1897 we wsi Szamrajówka, zm. 9 października 1979 w Warszawie) – pułkownik dyplomowany obserwator Wojska Polskiego.

## Życiorys
Urodził się 30 listopada 1897 w rodzinie Władysława, ziemianina, i Marii z Górskich. Uczył się w Kijowie w Szkole Handlowej, a po jej ukończeniu otrzymał w 1916 świadectwo dojrzałości. Służył od kwietnia 1917 w 21 Brygadzie Artylerii armii rosyjskiej, a w kwietniu 1918 został zdemobilizowany i następnie krótko studiował na Politechnice w Kijowie.
Przybył do kraju w listopadzie 1918 i od stycznia 1919 rozpoczął służbę w Wojsku Polskim. Był kolejno oficerem baterii, dowódcą plutonu i dowódcą baterii 2 pułku artylerii polowej od października 1920. Od października 1922 był uczniem w Szkole Obserwatorów i Strzelców Lotniczych w Toruniu, którą ukończył z drugą lokatą. 19 czerwca 1923 został przeniesiony z korpusu oficerów artylerii do korpusu oficerów aeronautycznych z równoczesnym wcieleniem do 2 pułku lotniczego w Krakowie, w którym był kolejno obserwatorem eskadry, od lipca 1928 dowódcą eskadry i następnie od 1931 dowódcą dywizjonu. W Ogólnopolskim Konkursie Artystycznej Fotografii Lotniczej otrzymał w roku 1927 nagrodę.
W latach 1931–1933 studiował w Wyższej Szkole Wojennej w Warszawie i od listopada 1933 był dublantem I oficera sztabu I Grupy Aeronautycznej, następnie od maja 1934 referentem i kierownikiem Wydziału Studiów w Dowództwie Lotnictwa. Przeniesiony we wrześniu 1935 do W.S.Woj., gdzie był wykładowcą, a od 1936 kierownikiem katedry lotnictwa. Od stycznia 1938 był w Wyższej Szkole Lotniczej dyrektorem nauk i zastępcą komendanta, a od marca 1939 w sztabie Armii „Poznań” oficerem odcinkowym lotnictwa. Publikował artykuły w „Przeglądzie Lotniczym” i w „Bellonie” oraz był współpracownikiem Encyklopedii Wojskowej (t. VI–VII, W. 1937–1939). Podczas kampanii wrześniowej 1939 był szefem sztabu (zastępcą dowódcy) lotnictwa Armii „Poznań”. Uczestniczył podczas bitwy nad Bzurą. 18 września pod Palmirami został ciężko ranny i leczył się w szpitalu w Modlinie, w którym przeszedł amputację nogi. Następnie leczył się w szpitalu jenieckim w Warszawie, z którego w kwietniu 1940 został zwolniony jako inwalida wojenny. Mieszkał kolejno w czasie okupacji przy ul. Koszykowej 79, al. Niepodległości 245 i ul. Puławskiej 103/105. Otrzymał jako inwalida koncesję na sklepik z winami i wódkami mieszczący się na Mariensztacie.
W konspiracji początkowo działał w Biurze Informacji i Propagandy, a od 1942 był zastępcą pułkownika Bernarda Adameckiego, szefa Wydziału Lotnictwa Oddziału III Komendy Głównej AK. W kwietniu 1943, gdy szefem Wydziału Lotnictwa został pułkownik Roman Rudkowski ps. „Rudy", objął w tej komórce organizacyjnej kierownictwo nowo utworzonego działu operacyjnego. Używał wówczas pseudonimu „Artur”. Współpracował również z pismem młodzieży lotniczej „Wzlot”. 

Szef Wydziału Lotnictwa („52”) płk Bernard Adamecki we wniosku odznaczeniowym z 22 września 1944 pisał o nim:

„w czasie kampanii wrześniowej 1939 r. pełnił funkcję zastępcy D-cy lotnictwa armii Poznań. Praktycznie biorąc dowodził lotnictwem, wykazując wysoką sprawność organizacyjną i operacyjną przy dużej odwadze osobistej. W końcowej fazie działań po odlocie lotnictwa brał udział w akcji naziemnej, w której został ciężko ranny, w wyniku czego stracił nogę. Po wyjściu ze szpitala przystąpił do pracy konspiracyjnej, pracując początkowo w BIP, później na stanowisku zastępcy Szefa 52. Na ostatnim stanowisku wniósł duży swój wkład w dziedzinie organizacyjnej i wyszkoleniowej lotnictwa. Pomimo trudności związanych ze swoim kalectwem oraz kilkukrotnego zagrożenia pracował z najwyższym poświęceniem i osobistą odwagą”.

 Wraz z ludnością cywilną opuścił miasto po Powstaniu Warszawskim, a osiadł po wyzwoleniu kraju w Bytomiu, gdzie prowadził sklep z zabawkami oraz materiałami piśmiennymi.
Wiceprezes okręgowego Związku Inwalidów Wojennych w latach 1945–1947, a później powrócił do Warszawy w 1950 i od sierpnia był w Wydawnictwie „Nasza Księgarnia” redaktorem, a od lipca 1958 redaktor w Wydziale Wydawniczo–Historycznym Wojskowego Inspektoratu Lotnictwa. Przeszedł na emeryturę we wrześniu 1964. Od 1956 był jednocześnie członkiem Komisji Historycznej Aeroklubu PRL, a od następnego roku był członkiem, później wiceprezesem Klubu Seniorów Lotnictwa Aeroklubu PRL.
W 1979 redakcja Skrzydlatej Polski przyznała mu honorowe wyróżnienie Błękitne Skrzydła za całokształt wybitnej działalności pisarskiej i publicystycznej z historii polskiego lotnictwa wojskowego.
Zmarł w Warszawie 9 października 1979.

## Awanse
- major – 27 czerwca 1935 ze starszeństwem z dniem 1 stycznia 1935 i 14. lokatą w korpusie oficerów aeronautyki[7],
- podpułkownik – 1939
- pułkownik – 11 listopada 1943

## Ordery i odznaczenia
- Krzyż Srebrny Orderu Virtuti Militari – 1944
- Krzyż Kawalerski Orderu Odrodzenia Polski
- Krzyż Walecznych – (dwukrotnie 1919, 1920)
- Złoty Krzyż Zasługi – 10 listopada 1938[8]
- Złoty Krzyż Zasługi z Mieczami – 26 września 1944
- Krzyż Armii Krajowej – 1959
- Brązowy Medal „Za zasługi dla obronności kraju” – 1968
- Odznaka i dyplom obserwatora lotniczego – 1923

## Wybrane prace
- „Silniczek samozapłonowy do modeli latających. Na podstawie pracy A. Filippczewa «Kompressionnyj motor F-10»”, Wydawnictwo Ministerstwa Obrony Narodowej, Warszawa 1952.
- „Fotografia lotnicza”, Wydawnictwo Ministerstwa Obrony Narodowej, Warszawa 1955.
- „Lotnictwo armii «Poznań» i «Pomorze» w kampanii wrześniowej 1939 r.”, cz. 1, Wojskowy Przegląd Historyczny Nr 4 (17), Warszawa 1960, s. 151-176.
- „Lotnictwo armii «Poznań» i «Pomorze» w kampanii wrześniowej 1939 r.”, cz. 2, Wojskowy Przegląd Historyczny Nr 6 (19), Warszawa 1961, s. 33-69.
- „Lotnictwo polskie w 1939 roku”, Wydawnictwo Ministerstwa Obrony Narodowej, Warszawa 1962.
- „Kraksy i wzloty. Wspomnienia lotnika”, Wydawnictwo Ministerstwa Obrony Narodowej, Warszawa 1965.
- „Bijcie się z nami, Messerschmitty”, Nasza Księgarnia, Warszawa 1967, 1969.
- „Lotnicy w bitwie nad Bzurą”, Krajowa Agencja Wydawnicza RSW „Prasa, Książka, Ruch”, Warszawa 1975.
- „Z historii polskiego lotnictwa wojskowego 1918-1939”, Wydawnictwo Ministerstwa Obrony Narodowej, Warszawa 1978[9].